# Championnat d'Algérie féminin de volley-ball
 (septembre 2024).
Si vous disposez d'ouvrages ou d'articles de référence ou si vous connaissez des sites web de qualité traitant du thème abordé ici, merci de compléter l'article en donnant les références utiles à sa vérifiabilité et en les liant à la section « Notes et références ».
Le Championnat d'Algérie de volley-ball féminin est la plus importante compétition nationale en Algérie. L'organisation de la compétition est prise en charge par la Fédération algérienne de volley-ball.

## Palmarès
| Edition | Année | Champion          | Finaliste     | Troisième  |
| ------- | ----- | ----------------- | ------------- | ---------- |
| 1       | 1963  | NA Hussein Dey    |               |            |
| 2       | 1964  | NA Hussein Dey    |               |            |
| 3       | 1965  | NA Hussein Dey    |               |            |
| 4       | 1966  | NA Hussein Dey    |               |            |
| 5       | 1967  | NA Hussein Dey    |               |            |
| 6       | 1968  | NA Hussein Dey    |               |            |
| 7       | 1969  | NA Hussein Dey    |               |            |
| 8       | 1970  | NA Hussein Dey    |               |            |
| 9       | 1971  | NA Hussein Dey    |               |            |
| 10      | 1972  | USM Blida         |               |            |
| 11      | 1973  | USM Blida         |               |            |
| -       | 1974  | Non disputé       |               |            |
| -       | 1975  | Non disputé       |               |            |
| 12      | 1976  | El-Djazair Riadha |               |            |
| 13      | 1977  | NA Hussein Dey    |               |            |
| 14      | 1978  | MP Alger          |               |            |
| 15      | 1979  | MP Alger          |               |            |
| 16      | 1980  | MP Alger          |               |            |
| -       | 1981  | Non disputé       |               |            |
| 17      | 1982  | NADIT Alger       |               |            |
| 18      | 1983  | MP Alger          |               |            |
| 19      | 1984  | AJ Constantine    | MB Béjaïa     | MP Alger   |
| 20      | 1985  | MP Alger          |               |            |
| 21      | 1986  | MP Alger          |               |            |
| 22      | 1987  | MP Alger          |               |            |
| 23      | 1988  | MP Alger          |               |            |
| 24      | 1989  | MC Alger          |               |            |
| 25      | 1990  | MC Alger          |               |            |
| 26      | 1991  | ASW Béjaïa        |               |            |
| 27      | 1992  | MC Alger          | RIDJ Alger    | ASW Béjaïa |
| 28      | 1993  | MC Alger          |               |            |
| 29      | 1994  | ASW Béjaïa        |               |            |
| 30      | 1995  | ASW Béjaïa        | RIDJ Alger    | MC Alger   |
| 31      | 1996  | ASW Béjaïa        | MB Béjaïa     |            |
| 32      | 1997  | MC Alger          |               |            |
| 33      | 1998  | MC Alger          | ASW Béjaïa    | MB Béjaïa  |
| 34      | 1999  | ASW Béjaïa        |               |            |
| 35      | 2000  | MC Alger          |               |            |
| 36      | 2001  | MC Alger          | NC Béjaïa     | ASW Béjaïa |
| 37      | 2002  | MC Alger          |               |            |
| 38      | 2003  | MC Alger          | MB Béjaïa     |            |
| 39      | 2004  | NC Béjaïa         |               |            |
| 40      | 2005  | NC Béjaïa         |               |            |
| 41      | 2006  | GS Chlef          | MB Béjaïa     |            |
| 42      | 2007  | MC Alger          | NC Béjaïa     |            |
| 43      | 2008  | MC Alger          | NC Béjaïa     |            |
| 44      | 2009  | GS Pétroliers     | ASW Béjaïa    | NC Béjaïa  |
| 45      | 2010  | GS Pétroliers     | NC Béjaïa     | ASW Béjaïa |
| 46      | 2011  | GS Pétroliers     | NC Béjaïa     |            |
| 47      | 2012  | MB Béjaïa         | GS Pétroliers | NC Béjaia  |
| 48      | 2013  | GS Pétroliers     | NR Chlef      | MB Béjaïa  |
| 49      | 2014  | GS Pétroliers     | ?             | ?          |
| 50      | 2015  | GS Pétroliers     | ASW Béjaïa    | MB Béjaïa  |
| 51      | 2016  | ASW Béjaïa        | ?             | ?          |
| 52      | 2017  | GS Pétroliers     | MB Béjaïa     | NC Béjaïa  |
| 53      | 2018  | GS Pétroliers     | MB Béjaïa     | NR Chlef   |
| 54      | 2019  | GS Pétroliers     |               |            |
| 55      | 2020  | GSPétroliers      |               |            |
| -       | 2021  | Covid - 19        | Annulé        | -          |
| -       | 2022  |                   |               |            |
| 56      | 2023  | US Tichy          | ASW Béjaïa    |            |
| 57      | 2024  | MBBéjaia          | MCAlger       |            |
| 58      | 2025  | NCBéjaia          |               |            |

- Le GS Pétroliers, le MC Alger et le MP Alger sont les différentes dénominations pour le même club.

## Palmarès par club
| Cl.   | Club              | Nombre de titres | Années de titres |
| ----- | ----------------- | ---------------- | --- |
| 1     | MC Alger          | 29               | 1978, 1979, 1980, 1983, 1985, 1986, 1987, 1988, 1989, 1990, 1992, 1993, 1997, 1998, 2000, 2001, 2002, 2003, 2007, 2008, 2009, 2010, 2011, 2013, 2014, 2015, 2017, 2018 , 2019 . |
| 2     | NA Hussein Dey    | 10               | 1963, 1964, 1965, 1966, 1967, 1968, 1969, 1970, 1971, 1977 |
| 3     | ASW Béjaïa        | 6                | 1991, 1994, 1995, 1996, 1999, 2016 |
|       |                   |                  | |
| 4     | NC Béjaïa         | 3                | 2004, 2005 ,2025 |
| -     | USM Blida         | 2                | 1972, 1973 |
| 6     | El-Djazair Riadha | 1                | 1976 |
| -     | NADIT Alger       | 1                | 1982 |
| -     | AJ Constantine    | 1                | 1984 |
| -     | GS Chlef          | 1                | 2006 |
| -     | MB Béjaïa         | 2                | 2012 , 2023 |
| Total | 10 équipes        | 55 Titres        | De 1962-1963 au 2022-2023 |

## Palmarès par ville
| Ville       | Titres      | Clubs vainqueurs                                                     |
| ----------- | ----------- | -------------------------------------------------------------------- |
| Alger       | 41          | MC Alger 29 , NA Hussein Dey 10, El-Djazair Riadha 1, NADIT Alger '1 |
| Béjaïa      | 11          | ASW Béjaïa 6, NC Béjaïa 3, MB Béjaïa 2                               |
| Blida       | 2           | USM Blida '2                                                         |
| Constantine | 1           | AJ Constantine 1                                                     |
| Chlef       | 1           | GS Chlef 1                                                           |
| 5 villes    | 55 trophées | 10 clubs                                                             |

## Voir Aussi
- Championnat d'Algérie masculin de volley-ball
- Coupe d'Algérie féminine de volley-ball
- Coupe d'Algérie masculine de volley-ball